# Ангелина Жук Краснова
Ангелина Сергејевна Жук-Краснова (рус. Ангели́на Серге́евна Жук-Красно́ва; Иркутск, 7. фебруар 1991) је руска атлетичарка, специјалиста за скок мотком, бронзана на Европском првенству 2014.

## Спортска биографија
Године 2010. Краснова побеђује на јуниорском првенству Русије, а на сениорском првенству је пета. Друго место на сениорском првенству Русије у дворани осволија је 2013. Шеста је на Европском дворанском првенству, а освоја и европско првенство младих постављајући рекод турнира. Освајањем трећег места на првенству Русије учествује на Светско првенстви 2013. у Москви. На првенству била је прва у квалификацијама а 7. у финалу.

## Значајнији резултати
| Год.                | Такмичење                    | Место               | Плас.               | Рез.                |                     |
| Представница Русије | Представница Русије          | Представница Русије | Представница Русије | Представница Русије | Представница Русије |
| Скок увис           | Скок увис                    | Скок увис           | Скок увис           | Скок увис           | Скок увис           |
| ------------------- | ---------------------------- | ------------------- | ------------------- | ------------------- | ------------------- |
| 2013                | Европско првенство у дворани | Гетеборг, Шведска   | 5.                  | 4,37 м              |                     |
| 2013                | Европско првенство У-23      | Тампере, Финска     |                     | 4,70 м              |                     |
| 2013                | Светско првенство            | Москва, Русија      | 7.                  | 4,65 м              |                     |
| 2014                | Европско првенство           | Цирих, Швајцарска   |                     | 4,60 м              |                     |
| 2014                | Интерконтинентални куп       | Маракеш, Мароко     | 2.                  | 4,45 м              |                     |

## Лични рекорди
| Дисциплина | Дисциплина   | Резултат | Место          | Датум             |
| ---------- | ------------ | -------- | -------------- | ----------------- |
| Скок удаљ  | На отвореном | 4,70 м   | Тампере        | 13. јул 2013.     |
| Скок удаљ  | Дворана      | 4,66 м   | Новочебоксарск | 16. јануар 2015.. |